# Carl Georg Gædeken

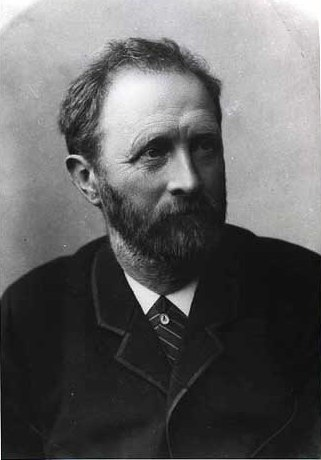
Carl Georg Gædeken.

Carl Georg Gædeken, född den 10 oktober 1832 i Köpenhamn, död där den 7 november 1900, var en dansk läkare. 
Gædeken avlade 1856 medicinsk examen, var 1857–1867 reservläkare vid sinnessjukhuset vid Aarhus, blev doctor medicinæ 1863 och efter konkurrens med Oscar Storch och Christian Tryde 1868 lärare vid universitetet i rättsmedicin och hygien. Åren 1875–1887 var han tillika överläkare vid Kommunehospitalets avdelning för sinnessjukdomar och nervsjukdomar. Från 1880 var han medlem av Sundhedskollegiet. Från 1875 var han medutgivare av Hygiejniske Meddelelser og Betragtninger och därefter av Tidsskrift for Sundhedspleje. Han var med om att grunda Selskabet for Sundhedsplejens Fremme, Samfundet til Ædruelighedens Fremme och Foreningen for Ligbrænding.